# Lynda Day George
Lynda Day George, nata Lynda Louise Day (San Marcos, 11 dicembre 1944), è un'attrice statunitense.
Ad inizio carriera, prima del matrimonio con Christopher George, era conosciuta solo come Lynda Day.

## Biografia

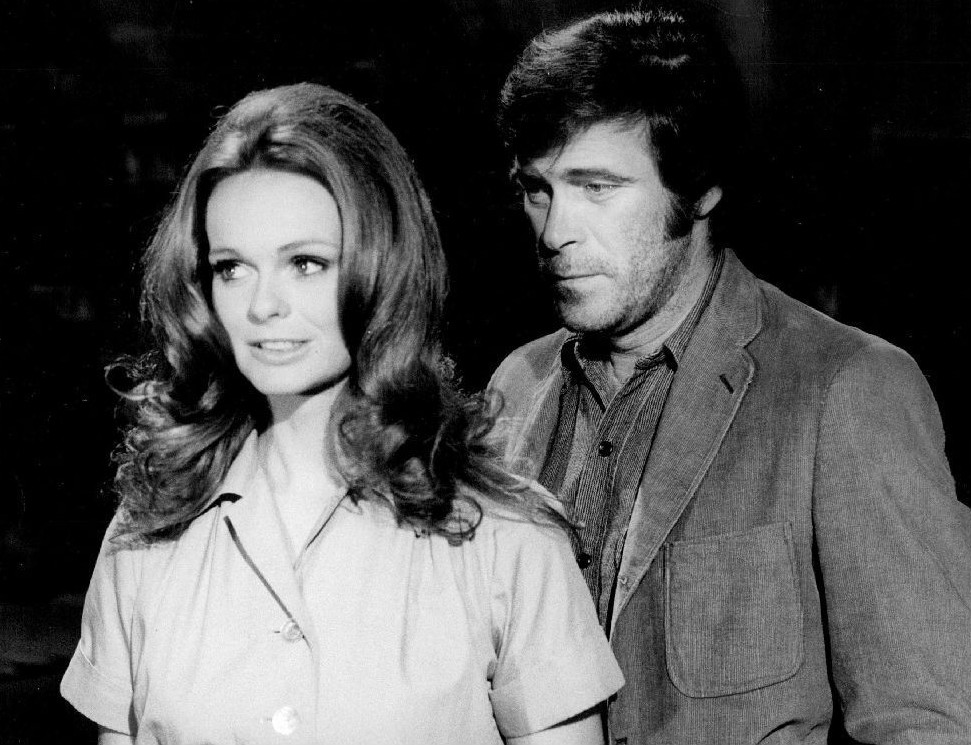
con il marito Christopher George nella serie televisiva Missione impossibile (1971)

Iniziò la carriera negli anni sessanta, partecipando a diverse serie televisive quali Route 66, Flipper, Seaway: acque difficili, mentre nel 1961 debuttò nel cinema in un ruolo non accreditato nel film Il sesto eroe, diretto da Delbert Mann. 
Negli anni 1970-1971 prese parte a 15 episodi di The Silent Force e, nella prima metà del decennio, fu nel cast della serie Missione impossibile, per la quale venne candidata al Premio Emmy (1973) e al Golden Globe per la miglior attrice in una serie drammatica (1972). 
Nel 1970 sposò l'attore Christopher George, protagonista della serie televisiva La pattuglia del deserto, con il quale aveva già lavorato sul set del film The Gentle Rain, una produzione indipendente girata nel 1966. Acquisito il cognome del marito, con il nome di Lynda Day George l'attrice recitò in diverse serie televisive, quali Ellery Queen, Love Boat, Charlie's Angels, e in pellicole cinematografiche e per la televisione negli anni settanta e ottanta. 
Al cinema è conosciuta soprattutto per aver preso parte a diversi film horror insieme al marito, come Future animals (1977), Pieces (1982), e Obitorio (1983). 
Dopo la prematura scomparsa di Christopher George, avvenuta nel 1983, l'attrice lavorò negli anni successivi in maniera saltuaria.
Nel 1990 si risposò con Doug Cronin, deceduto nel 2010.

## Filmografia parziale

### Cinema
- Il sesto eroe (The Outsider), regia di Delbert Mann (1961)
- The Gentle Rain, regia di Burt Balaban (1966)
- Chisum, regia di Andrew V. McLaglen (1970)
- Future animals (Day of the Animals), regia di William Girdler (1977)
- Pieces (Mil gritos tiene la noche), regia di Juan Piquer Simon (1982)
- I vendicatori della notte (Young Warriors), regia di Lawrence David Foldes (1983)
- Obitorio (Mortuary), regia di Howard Avedis (1983)

### Televisione
- Hawk l'indiano (Hawk) – serie TV, episodio 1x04 (1966)
- Squadra speciale anticrimine (The Felony Squad) – serie TV, episodi 1x14-2x18-2x19 (1966-1968)
- Il virginiano (The Virginian) – serie TV, episodio 5x26 (1967)
- Bonanza – serie TV, episodio 9x31 (1968)
- Lancer – serie TV, episodio 1x12 (1968)
- Missione impossibile (Mission: Impossible) – serie TV, 44 episodi (1971-1973)
- Ellery Queen – serie TV, episodio 1x04 (1975)
- Terrore a Lakewood (It Happened at Lakewood Manor), regia di Robert Scheerer – film TV (1977)
- Cruise Into Terror, regia di Bruce Kessler – film TV (1978)
- La signora in giallo (Murder, She Wrote) – serie TV, episodio 1x13 (1985)
- Il ritorno di Missione impossibile (Mission: Impossible) – serie TV, episodio 1x17 (1989)